# ウンキャル・スケレッシ条約
ウンキャル・スケレッシ条約（ウンキャル・スケレッシじょうやく、英語: Treaty of Hünkâr İskelesi、ヒュンキャール・イスケレスィ条約とも）は、1833年7月8日に締結された防御同盟である。

## 概要
1833年5月にイギリスとフランスによりキュタヒャ協定での講和を強いられたオスマン帝国にロシアが接近し、ウンキャル・スケレッシ（現ユスキュダル）において締結した相互援助条約。
ロシアはこの条約により近東問題で優位に立ったが、これによりイギリスやフランスと対立して東方問題の要因の一つとなり、その後、1840年のロンドン条約で拒否され、1841年にロンドン海峡協定で廃棄された。

## 内容
ロシアがオスマン帝国への軍事支援を引き受け、オスマン帝国はロシアへの援助義務を免除する代償としてロシア艦隊にダーダネルス海峡およびボスポラス海峡の独占的航海権を与えさせた。